# Калинів Яр (балка)
Калинів Яр (рос. б. Калинин Яр; Б. Мокрый Лог) — балка (річка) в Україні у Золочівському районі Харківської області. Ліва притока річки Уди (басейн Азовського моря).

## Опис
Довжина балки приблизно 4,46 км, найкоротша відстань між витоком і гирлом — 4,14 км, коефіцієнт звивистості річки — 1,08. Формується декількома балками та загатами. Балка практично пересихає.

## Розташування
Бере початок на північно-східній стороні від села Гур'їв Козачок. Тече переважно на південний схід і в селі Уди впадає у річку Уду, праву притоку Сіверського Дінця.

## Цікаві факти
- У 20-му столітті біля гирла балки в селі Уди існувала газова свердловина[1].